# Jean-Claude Bastos de Morais

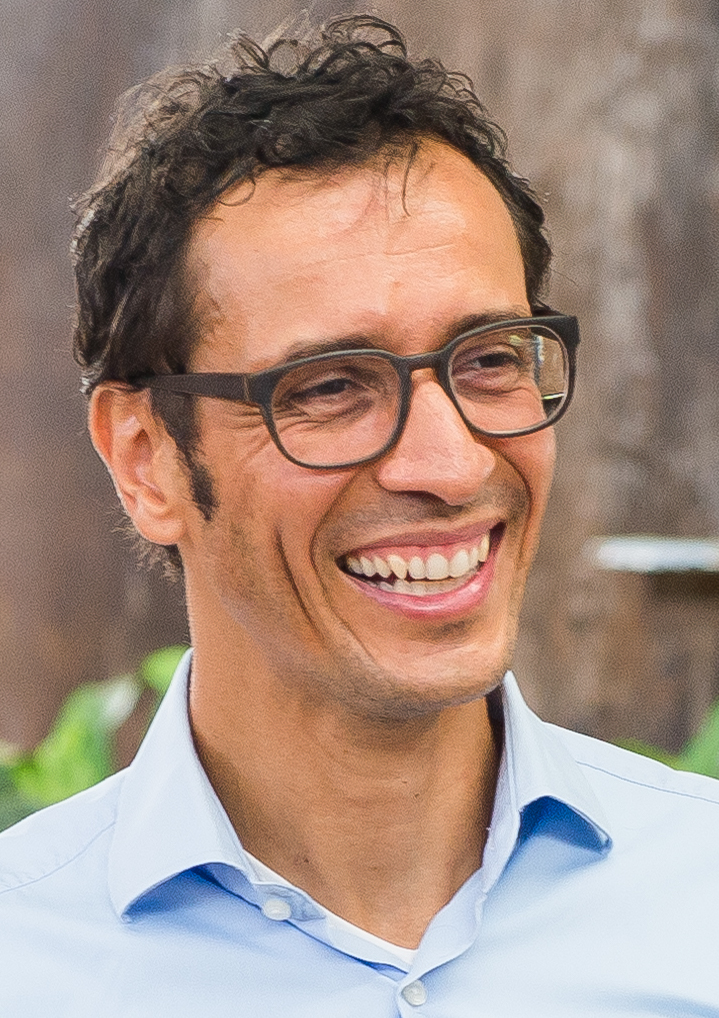
Jean-Claude Bastos de Morais

Jean-Claude Bastos de Morais (* 28. Oktober 1967 in Freiburg im Üechtland; heimatberechtigt in Welschenrohr) ist ein schweizerisch-angolanischer Fondsmanager.
Bastos gründete mehrere Firmen, darunter die Quantum Global Group, eine internationale Investorengruppe mit einem Fokus auf Afrika, und die Banco Kwanza Invest, Angolas erste Investmentbank. Bastos war auch Verwalter des angolanischen Staatsfonds und enger Geschäftspartner von José Filomeno dos Santos. Er ist bei den Enthüllungen der Paradise Papers für seine Beziehung mit der angolanischen Regierung und Offshore-Konstrukte als auch für ein angolanisches Hafenprojekt, bei dem er als Fondsverwalter gleichzeitig Investor und Nutzniesser war, bekannt geworden.
Das Magazin New African zählte ihn 2013 und 2017 zu den 100 einflussreichsten Menschen des Jahres aus Afrika.

## Familie
Sein Vater stammt aus Angola, seine Mutter aus einer Schweizer Unternehmerfamilie. Sein Grossvater mütterlicherseits war ein Industrieller in der Uhrenbranche, der die beleuchtete Armbanduhr einführte. Laut Bastos inspirierte ihn seine angolanische Grossmutter zur African Innovation Foundation, die er 2009 gründete.

## Ausbildung und Karriere
Bastos studierte Wirtschaftswissenschaften an der Universität von Freiburg und erhielt dort einen Master in Management. Er finanzierte sein Studium, indem er ein regionales M&A-Unternehmen gründete, das mit kleinen Firmen handelte. Im Jahr 1989 ging Bastos als Berater zu Deloitte und später zu Abegglen Management Partners. 1995 gründete er eine Risikokapitalgesellschaft, die sich auf Schweizer KMUs spezialisierte.
2004 gründete Bastos mit Quantum Capital S. A. in Luanda, Angola, das erste Unternehmen der Quantum Global Group. 2007 folgte die Gründung der Quantum Global Investment Management in der Schweiz. Als Vermögensverwaltung spezialisiert auf globale liquide Investments, expandierte Quantum Global nach der Gründung der Quantum Global Real Estate im Juni 2009 auch ins Immobiliengeschäft. Mit Plaza, einem Joint Venture mit JLL-Tochter LaSalle, kaufte Quantum Global ab 2012 Büroimmobilien an der Savile Row, der Fifth Avenue und in München. 2014 folgte der Tour Blanche in Paris. Weitere Tätigkeitsfelder von Quantum Global waren Private Equity, Portfoliomanagement und ein Labor für Wirtschaftsforschung.
2008 gründete Bastos Angolas erste Investmentbank, die Banco Kwanza Invest.
Quantum Global wurde im September 2015 Mitglied des Forest Stewardship Council. 2016 erwarb ein von der Gruppe verwalteter Fonds das InterContinental Hotel in Lusaka und das Mövenpick Ambassador in Accra. Im Jahr 2020 fusionierte Quantum Global Investment mit der Quantum Global Corporate Services.

## Fábrica de Sabão

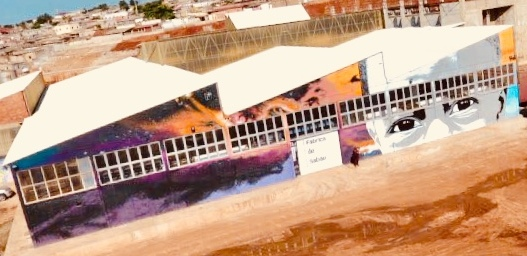
Fábrica de Sabão

Im Jahr 2015 rief er den Innovations-Hub Fábrica de Sabão (Seifen-Fabrik) ins Leben, um innovative Projekte in Angola zu unterstützen. Fábrica de Sabão, eine ehemalige Seifenfabrik, wurde umgewandelt in ein Gründungszentrum mit Coworking und Maker Spaces sowie Accelerator für Start-up-Unternehmen. Der Innovations Hub ist eine Kooperation mit der Regierung, welche das Grundstück bereitstellt. Die Fabrica de Sabao wurde aufgebaut, um Menschen am Rande der Gesellschaft die Teilhabe am Wirtschaftsleben zu ermöglichen.

## African Innovation Foundation

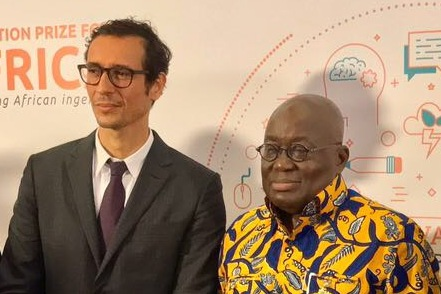
Bastos mit dem ghanaischen Präsidenten Nana Akufo-Addo

Im Jahr 2009 gründete Bastos die African Innovation Foundation (AIF), die nachhaltige Projekte in Afrika unterstützte. Der Innovation Prize for Africa (IPA) wurde 2011 in Kooperation mit der United Nations Economic Commission for Africa (UNECA) etabliert. Der IPA war ein jährlicher Wettbewerb, der afrikanische Unternehmer und Innovatoren mit Investitionen in deren Ecosystem und Geschäftsentwicklung ausgezeichnet hat. 2016 feierte der IPA seinen fünften Geburtstag und die AIF vereinbarte mit der World Intellectual Property Organization (WIPO) eine Zusammenarbeit bei der Unterstützung afrikanischer Erfinder. Im Februar 2017 vereinbarten die AIF und der Botswana Innovation Hub, gemeinsam Innovationen in Botswana zu fördern. Zusätzlich zum IPA gründete AIF den ZuaHub, eine Plattform, welche Erfinder und Ressourcen verknüpft. Im Jahr 2017 umfasste die IPA Datenbank bereits über 6.000 Erfinder aus 51 afrikanischen Ländern.
In 2012 wurde der IPA von einer gemeinsamen Resolution der Ministerkonferenz für Finanzen, Planung und Entwicklung der Afrikanischen Union (AU) und der UN-Wirtschaftskommission für Afrika (UN-ECA) befürwortet. Die AU/UN-ECA Resolution forderte Regierungen und Privatsektoren in Afrika auf, den African Science, Technology and Innovation Endowment Fund sowie den IPA finanziell zu unterstützen, um deren weitere Entwicklung zu fördern.

### African Law Library
Ein weiteres Projekt der AIF ist die African Law Library (ALL). Sie wurde am 28. November 2013 im Hauptsitz der African Union in Addis Abeba, Äthiopien, gegründet. Mit der African Law Library hat Bastos seine Idee von einem Online-Portal, das Zugang zu einer großen Anzahl an Gesetzestexten und rechtlichen Dokumenten aus afrikanischen Ländern ermöglicht, umgesetzt. Die Huffington Post berichtete, dass "allein im Juni 2014 mehr als 10.000 Suchanfragen auf der ALL Plattform initiiert wurden". Im März 2015 waren bereits über 4.500 Dokumente zu regionalen und nationalen Gerichtsverhandlungen, 3.600 Gesetze und 8.000 sekundäre Quellen aus acht afrikanischen Ländern online verfügbar.

## Kritik
2011 verurteilte das Zuger Strafgericht Bastos und einen Geschäftsmann wegen mehrfacher qualifizierter ungetreuer Geschäftsbesorgung. Die beiden hatten von einer Beteiligungsgesellschaft unter ihrer Kontrolle widerrechtlich Gelder ausbezahlt, die teilweise in ihre eigenen Taschen flossen. Die Verurteilung spielte 2017 eine wichtige Rolle in der öffentlichen Diskussion über Bastos geschäftliche Aktivitäten, die von Journalisten in den Paradise Papers aufgedeckt wurden. Laut des High Court of Justice in London wurde dort in einem Antrag, das Vermögen von Bastos zu sperren, die Verurteilung in der Schweiz von den Antragsstellern fälschlicherweise so dargestellt, als sei er zu einer Freiheitsstrafe auf Bewährung verurteilt worden. Bastos sollte jedoch nur eine Geldstrafe zahlen, die später ausgesetzt wurde. Der Sperrantrag wurde aufgrund dieser Falschdarstellung und anderer Pflichtverletzungen verworfen. Im weiteren Verlauf ließ auch die Schweizer Staatsanwaltschaft die Anklage fallen und Bastos verfügte über keine Vorstrafen.

## Fondo Soberano de Angola
Nach einem Auswahlverfahren erhielt Bastos' Vermögensverwaltung Quantum Global 2012 den Auftrag zur Verwaltung des neu geschaffenen Angolanischen Staatsfonds, dem Fundo Soberano de Angola, mit einem Fondsvermögen von 5 Milliarden USD.
Im Rahmen der Enthüllungen der Panama Papers wurde Bastos von mauritischen Finanzermittlern vorgeworfen, er habe von Investments des Staatsfonds "persönlich profitiert". Ein britisches Gericht fror deshalb Ende April 2018 drei Milliarden USD auf den Konten des Geschäftsmannes und dessen Firmen ein.
Ende Juli 2018 hob der Londoner High Court of Justice die Kontensperre auf. Die Sperre sei aufgrund unvollständiger Informationen erfolgt, urteilte das Gericht, nachdem der angolanische Staatsfonds die Untreue-Vorwürfe gegen Bastos und Quantum Global nicht belegen konnte. Den Vertretern des Staatsfonds warf das Gericht ein "ernsthaftes" und "schuldhaftes" Verhalten vor und schloss künftige Kontensperrungen aus. Das Gericht erklärte, es gebe "keine Belege dafür, dass die Nutzung von Offshore-Strukturen durch die Gruppe etwas anderes als die normale und legitime Art und Weise war, wie die Gruppe sich für steuerliche, regulatorische und andere ordnungsgemäße Geschäftszwecke strukturierte; oder dass die persönliche Nutzung solcher Strukturen durch Herrn Bastos aus legitimen persönlichen Gründen nicht sein normaler Modus Operandi war. Das Urteil des Obersten Gerichtshofs stellte fest, dass Kapitalgesellschaften in Offshore-Jurisdiktionen "für Private-Equity-Investitionen nicht ungewöhnlich sind; dass sie zu jener Zeit bekannt waren und von Deloitte nicht missbilligt wurden; dass diese Struktur von E&Y in ihren Untersuchungen nicht kritisiert wurde; und dass die Übertragung der gesamten bereitgestellten Mittel auf die Konten im Namen der Kapitalgesellschaften, um sie der Kontrolle der FSDEA zu entziehen, einem legitimen politische Ziel diente." Bastos wurde aufgrund der Panama Papers von verschiedenen Seiten auch für die Höhe der vom Staatsfonds an Quantum Global gezahlten Managementgebühren kritisiert. In seiner Urteilsbegründung zur Aufhebung der Kontensperren kritisierte der London High Court die Höhe der Managementgebühren nicht, nachdem E&Y sie als traditionelles Private-Equity-Gebührenmodell beschrieben hatte.
Nachdem das Gericht in London die laufenden Verträge zwischen Quantum Global und dem Staatsfonds juristisch bestätigt hatte, wurde Bastos im Herbst 2018 in Angola unter dem Vorwurf in Untersuchungshaft genommen, er habe sich am Staatsvermögen bereichert. Medien sahen in der Festnahme den Versuch Angolas, Druck auf Quantum Global und Bastos auszuüben. Im März 2019 schlossen Angola und Quantum Global einen Vergleich. Quantum Global löste den Vertrag vorzeitig auf und Bastos erhielt eine Ausgleichszahlung von Angola, das alle Anschuldigungen gegen Bastos und Quantum Global fallen ließ. Auf Mauritius wurden die Kontensperren aufgehoben und die Finanzbehörden erneuerten für Quantum Global die Lizenzen. Quantum Global zog eine Schadensersatzklage gegen den Staatsfonds in London zurück. Als der Vergleich geschlossen worden war, wurde Bastos im März 2019 aus der Untersuchungshaft entlassen.
Im Juli 2018 waren durch die Bundesanwaltschaft auch die Schweizer Geschäftskonten von Quantum Global gesperrt worden. Nachdem der London High Court deren weltweit eingefrorene Geschäftskonten bereits wieder freigegeben hatte, wurden Anfang 2019 auch die Sperren in der Schweiz gerichtlich aufgehoben. Nach dem Eingeständnis der Behörden, unter medialem Druck gehandelt zu haben, bewertete das Gericht ihr Vorgehen als "rechtsmissbräuchlich".
Im Juni 2019 stellte die Bundesanwaltschaft alle Ermittlungen gegen Bastos und Quantum Global ein.

## Weitere Aktivitäten
Im Oktober 2011 gründete Bastos das Kitangana Tennis Projekt für Waisenkinder in Angola. Im Jahr 2017 war seine Quantum Global Group Sponsor der Muhr Awards für arabische Filme auf dem Dubai International Film Festival. Außerdem unterstützte Bastos mehrere Universitäten. Er förderte ein Forschungsprojekt am Zentrum für Neurowissenschaften ZNZ, einer Zusammenarbeit zwischen der Universität Zürich und der Eidgenössischen Technischen Hochschule ETH. Zudem war er Mitglied in den Beiräten des Event Letterari Monte Verita Festivals, des Official Monetary and Financial Institutions Forum (OMFIF) und der Graduate School of Business der Universität Kapstadt.
Von 2017 bis 2018 war Bastos Mitglied des International Council des Belfer Center for Science and International Affairs.

## Dokumentation
- Simon Christen: Jean-Claude Bastos und das Wunder von Angola. In: SRF 1, Sendung Reporter vom 17. Dezember 2017 (24 min).